# Sommer-Paralympics 1980/Tischtennis
Bei den Sommer-Paralympics 1980 in Arnhem wurden in insgesamt 32 Wettbewerben im Tischtennis Medaillen vergeben. Bei den Frauen gab es zehn und bei den Männern 22 Medaillen zu vergeben. Zum ersten Mal wurden keine Doppelwettbewerbe mehr ausgetragen. Die Athleten kämpften in Einzel- und Mannschaftswettbewerben um die Medaillen.

## Klassen
Die Frauen spielten im Einzel in den Klassen 1A, 1B, 2, 3, 4 und C, sowie im Mannschaftswettbewerb in den Klassen 1B, 2, 3 und 4.
Bei den Männern unterschied man im Einzel zwölf Klassen: 1A, 1B, 1C, 2, 3, 4, C, C1, D, E, F und J. Im Mannschaftswettbewerb wurde in den Klassen 1A, 1B, 1C, 2, 3, 4, C, D, E und F um die Medaillen gespielt.

## Medaillengewinner Frauen

### Einzel
Klasse 1A
| Platz | Land     | Spieler           |
| ----- | -------- | ----------------- |
| 1     | Irland   | Toomey, J.        |
| 2     | Simbabwe | James, Sandra     |
| 3     | Mexiko   | Cornejo, Josefina |

Klasse 1B
| Platz | Land                   | Spieler         |
| ----- | ---------------------- | --------------- |
| 1     | Vereinigtes Königreich | Blackburn, Jane |
| 2     | Norwegen               | Lijsen, M.      |
| 3     | Italien                | Sicari, Rosa    |

Klasse 2
| Platz | Land           | Spieler             |
| ----- | -------------- | ------------------- |
| 1     | Schweiz        | Bisquolm, Elisabeth |
| 2     | Österreich     | Schweizer, Rosa     |
| 3     | BR Deutschland | Lamsbach, Ruth      |

Klasse 3
| Platz | Land                   | Spieler        |
| ----- | ---------------------- | -------------- |
| 1     | Schweiz                | Chiari, Verena |
| 2     | Vereinigtes Königreich | Swann, J.      |
| 3     | Frankreich             | Andre, R.      |

Klasse 4
| Platz | Land        | Spieler      |
| ----- | ----------- | ------------ |
| 1     | Niederlande | Schmidt, I.  |
| 2     | Schweden    | Karlsson, L. |
| 3     | Niederlande | Becker, G.   |

Klasse C
| Platz | Land                   | Spieler    |
| ----- | ---------------------- | ---------- |
| 1     | Vereinigtes Königreich | Smith, A.  |
| 2     | Schweden               | Bosrup, G. |
| 3     | Frankreich             | Kabous, N. |

### Mannschaft
Klasse 1B
| Platz | Land     | Spieler                          |
| ----- | -------- | -------------------------------- |
| 1     | Norwegen | Lysen, Marit Klausen, A.         |
| 2     | Irland   | O’Sullivan, Frances Twomey, John |
| 3     | –        | –                                |

Klasse 2
| Platz | Land                   | Spieler                      |
| ----- | ---------------------- | ---------------------------- |
| 1     | Österreich             | Schweizer, Rosa Wicher, A.   |
| 2     | Vereinigtes Königreich | Blackburn, Jane Matthews, G. |
| 3     | Irland                 | Hendra, A. Sinnott, Anne     |

Klasse 3
| Platz | Land       | Spieler                            |
| ----- | ---------- | ---------------------------------- |
| 1     | Schweiz    | Bisquolm, Elisabeth Chiari, Verena |
| 2     | Frankreich | Andre, R. Ramousse, M.             |
| 3     | Jamaika    | White, Quida Brown, Jennifer       |

Klasse 4
| Platz | Land                   | Spieler                    |
| ----- | ---------------------- | -------------------------- |
| 1     | Niederlande            | Schmidt, I. Becker, G.     |
| 2     | Vereinigtes Königreich | Swann, J. Gibbs, B.        |
| 3     | Schweden               | Karlsson, L. Soderberg, R. |

## Medaillengewinner Männer

### Einzel
Klasse 1A
| Platz | Land     | Spieler         |
| ----- | -------- | --------------- |
| 1     | Schweiz  | Rosenast, Hans  |
| 2     | Schweiz  | Zumkehr, Rolf   |
| 3     | Finnland | Launonen, Matti |

Klasse 1B
| Platz | Land                   | Spieler        |
| ----- | ---------------------- | -------------- |
| 1     | Vereinigtes Königreich | Taylor, T.     |
| 2     | Österreich             | Frank, G.      |
| 3     | BR Deutschland         | Hassler, Bruno |

Klasse 1C
| Platz | Land           | Spieler         |
| ----- | -------------- | --------------- |
| 1     | BR Deutschland | Emmel, Manfred  |
| 2     | BR Deutschland | Boerstler, B.   |
| 3     | Frankreich     | Jeannin, Daniel |

Klasse 2
| Platz | Land               | Spieler      |
| ----- | ------------------ | ------------ |
| 1     | Österreich         | Mandl, Franz |
| 2     | Südkorea           | Choi, Tae Am |
| 3     | Vereinigte Staaten | Kerr, Gary   |

Klasse 3
| Platz | Land        | Spieler            |
| ----- | ----------- | ------------------ |
| 1     | Südkorea    | Chou, Dong Sik     |
| 2     | Österreich  | Rangger, Engelbert |
| 3     | Niederlande | Brand, R.          |

Klasse 4
| Platz | Land               | Spieler              |
| ----- | ------------------ | -------------------- |
| 1     | Vereinigte Staaten | Dempsey, Michael     |
| 2     | Niederlande        | Uyt de Boogaardt, G. |
| 3     | Niederlande        | van den Leur, A.     |

Klasse C
| Platz | Land           | Spieler        |
| ----- | -------------- | -------------- |
| 1     | BR Deutschland | Knabe, Manfred |
| 2     | Niederlande    | Baas, E.       |
| 3     | BR Deutschland | Hoppe, H. J.   |

Klasse C1
| Platz | Land               | Spieler                 |
| ----- | ------------------ | ----------------------- |
| 1     | Vereinigte Staaten | Stephens, M.            |
| 2     | Ägypten            | El Zeini, Salem Mohamed |
| 3     | Ägypten            | Salama, Ahmed Mohamed   |

Klasse D
| Platz | Land           | Spieler       |
| ----- | -------------- | ------------- |
| 1     | BR Deutschland | Kroll, P.     |
| 2     | Frankreich     | Chassagne, P. |
| 3     | Kanada         | Chrak, G.     |

Klasse E
| Platz | Land           | Spieler                 |
| ----- | -------------- | ----------------------- |
| 1     | Jugoslawien    | Dimitrijevic, Svetislav |
| 2     | Jugoslawien    | Simunic, Franc          |
| 3     | BR Deutschland | Lieven, H.              |

Klasse F
| Platz | Land           | Spieler         |
| ----- | -------------- | --------------- |
| 1     | BR Deutschland | Kelzenberg, K.  |
| 2     | Schweden       | Larsson, E.     |
| 3     | BR Deutschland | Mauelshagen, L. |

Klasse J
| Platz | Land           | Spieler     |
| ----- | -------------- | ----------- |
| 1     | BR Deutschland | Majer, G.   |
| 2     | Niederlande    | Suters, T.  |
| 3     | Niederlande    | Berings, J. |

### Mannschaft
Klasse 1A
| Platz | Land     | Spieler                              |
| ----- | -------- | ------------------------------------ |
| 1     | Schweiz  | Zumkehr, Rolf Rosenast, Hans         |
| 2     | Finnland | Hatinen, Pekka Launonen, Matti       |
| 3     | Norwegen | Stenberg, Jan Erik Caspersen, Casper |

Klasse 1B
| Platz | Land                   | Spieler                           |
| ----- | ---------------------- | --------------------------------- |
| 1     | Vereinigtes Königreich | Taylor, T. Bradshaw, S.           |
| 2     | Österreich             | Sailer, Walter Frank, G.          |
| 3     | Vereinigte Staaten     | McNichol, Bernard Brooks, Kenneth |

Klasse 1C
| Platz | Land           | Spieler                    |
| ----- | -------------- | -------------------------- |
| 1     | BR Deutschland | Laner, G. Boerstler, B.    |
| 2     | Südkorea       | Uh, Jong Hoe Kim, Si Un    |
| 3     | Niederlande    | Suijkerbuijk, P. Broos, E. |

Klasse 2
| Platz | Land           | Spieler                         |
| ----- | -------------- | ------------------------------- |
| 1     | BR Deutschland | Emmel, Manfred Loercher, R.     |
| 2     | Österreich     | Mandl, Franz Altendorfer, Fritz |
| 3     | Frankreich     | Peeters, Michel Caillon, G.     |

Klasse 3
| Platz | Land           | Spieler                         |
| ----- | -------------- | ------------------------------- |
| 1     | BR Deutschland | Gentner, H. Simon, Heinz        |
| 2     | Schweiz        | Mrose, Peter Buehler, Erich     |
| 3     | Frankreich     | Jeannin, Daniel Hennaert, Andre |

Klasse 4
| Platz | Land               | Spieler |
| ----- | ------------------ | ------- |
| 1     | Niederlande        |         |
| 2     | Vereinigte Staaten |         |
| 3     | Südkorea           |         |

Klasse C
| Platz | Land           | Spieler |
| ----- | -------------- | ------- |
| 1     | Niederlande    |         |
| 2     | BR Deutschland |         |
| 3     | Hongkong       |         |

Klasse D
| Platz | Land        | Spieler                           |
| ----- | ----------- | --------------------------------- |
| 1     | Frankreich  | Chassagne, P. Cathelineau, P.     |
| 2     | Niederlande | van Kessel, Th. Hertog, V.        |
| 3     | Belgien     | de Vriese, Jozef van Dooren, Noel |

Klasse E
| Platz | Land           | Spieler                                |
| ----- | -------------- | -------------------------------------- |
| 1     | Jugoslawien    | Simunic, Franc Dimitrijevic, Svetislav |
| 2     | Schweden       | Pettersson, A. Johansson, S.           |
| 3     | BR Deutschland | Lieven, H. Huhnerbein, W.              |

Klasse F
| Platz | Land           | Spieler                        |
| ----- | -------------- | ------------------------------ |
| 1     | BR Deutschland | Mauelshagen, L. Kelzenberg, K. |
| 2     | Schweden       | Larsson, E. Bergstrom, K.      |
| 3     | Niederlande    | Suters, T. Berings             |

## Medaillenspiegel Tischtennis
| Medaillenspiegel Tischtennis | Medaillenspiegel Tischtennis | Medaillenspiegel Tischtennis | Medaillenspiegel Tischtennis | Medaillenspiegel Tischtennis | Medaillenspiegel Tischtennis |
| Platz                        | Land                         | G                            | S                            | B                            | Gesamt                       |
| ---------------------------- | ---------------------------- | ---------------------------- | ---------------------------- | ---------------------------- | ---------------------------- |
| 1                            | BR Deutschland               | 9                            | 2                            | 6                            | 17                           |
| 2                            | Schweiz                      | 5                            | 2                            | –                            | 7                            |
| 3                            | Niederlande                  | 4                            | 4                            | 6                            | 14                           |
| 4                            | Vereinigtes Königreich       | 4                            | 3                            | –                            | 7                            |
| 5                            | Österreich                   | 2                            | 5                            | –                            | 7                            |
| 6                            | Vereinigte Staaten           | 2                            | 1                            | 2                            | 5                            |
| 7                            | Jugoslawien                  | 2                            | 1                            | –                            | 3                            |
| 8                            | Frankreich                   | 1                            | 2                            | 5                            | 8                            |
| 9                            | Südkorea                     | 1                            | 2                            | 1                            | 4                            |
| 10                           | Irland                       | 1                            | 1                            | 1                            | 3                            |
| 10                           | Norwegen                     | 1                            | 1                            | 1                            | 3                            |
| 12                           | Schweden                     | –                            | 5                            | 1                            | 6                            |
| 13                           | Ägypten                      | –                            | 1                            | 1                            | 2                            |
| 13                           | Finnland                     | –                            | 1                            | 1                            | 2                            |
| 15                           | Simbabwe                     | –                            | 1                            | –                            | 1                            |
| 16                           | Belgien                      | –                            | –                            | 1                            | 1                            |
| 16                           | Hongkong                     | –                            | –                            | 1                            | 1                            |
| 16                           | Italien                      | –                            | –                            | 1                            | 1                            |
| 16                           | Jamaika                      | –                            | –                            | 1                            | 1                            |
| 16                           | Kanada                       | –                            | –                            | 1                            | 1                            |
| 16                           | Mexiko                       | –                            | –                            | 1                            | 1                            |